# دهستان شهرآباد (بردسکن)
دهستان شهرآباد نام دهستانی در بخش شهرآباد شهرستان بردسکن، استان خراسان رضوی در ایران است. براساس سرشماری مرکز آمار ایران در سال ۱۳۸۵، جمعیت آن ۹٬۰۰۰ نفر (۲٬۸۳۰ خانوار) بوده است.

## روستاها
- الله‌آباد
- جلال‌آباد
- حسن‌آباد
- خرم‌آباد
- رحمانیه
- زنگینه
- زیرک‌آباد
- غرق‌آب
- کاظم‌آباد
- کوشه
- محمدآباد
- میان‌آباد